# ヨナタン・ブルカルト
ヨナタン・ミハエル・ブルカルト（Jonathan Michael Burkardt、2000年7月11日 - ）は、ドイツ・ダルムシュタット出身のサッカー選手。ブンデスリーガ・アイントラハト・フランクフルト所属。ドイツ代表。ポジションはFW。

## 経歴
2014年にSVダルムシュタット98からマインツのユースに加入した。2018年6月にプロ契約を結び、2018年9月15日のFCアウクスブルク戦でブンデスリーガデビューを果たした。2020-21シーズンはブンデスリーガ29試合に出場し、バイエルン・ミュンヘン戦では先制点を含む2得点の活躍を見せた。2021-22シーズン前半戦は17試合で7得点を挙げ、キッカー誌の投票で「シーズン最優秀新星」に選ばれた。最終的にはリーグで11得点を挙げ、チーム内得点王となった。2022-23シーズンは、膝の負傷に悩まされるも、リーグ戦21試合8得点の記録を残した。2024年1月、マインツとの契約が2027年まで延長された。
2025年7月4日、5年契約でアイントラハト・フランクフルトに移籍。2030年夏までの5年契約を結んだ。Sky Sportsリポーターのフロリアン・プレッテンベルクによれば移籍金は2300万ユーロと推定されている。

## 個人成績
2021年6月1日現在
| クラブ       | シーズン     | リーグ         | リーグ | リーグ | 国内カップ | 国内カップ | その他 | その他 | 通算 | 通算 |
| クラブ       | シーズン     | ディヴィジョン | 出場   | 得点   | 出場       | 得点       | 出場   | 得点   | 出場 | 得点 |
| ------------ | ------------ | -------------- | ------ | ------ | ---------- | ---------- | ------ | ------ | ---- | ---- |
| マインツ05   | 2018-19      | ブンデスリーガ | 4      | 0      | 0          | 0          | —      | —      | 4    | 0    |
| マインツ05   | 2019-20      | ブンデスリーガ | 8      | 1      | 1          | 0          | -      | -      | 9    | 1    |
| マインツ05   | 2020-21      | ブンデスリーガ | 29     | 2      | 2          | 0          | -      | -      | 31   | 2    |
| キャリア通算 | キャリア通算 | キャリア通算   | 41     | 3      | 3          | 0          | 0      | 0      | 44   | 3    |